# 베스틀란트

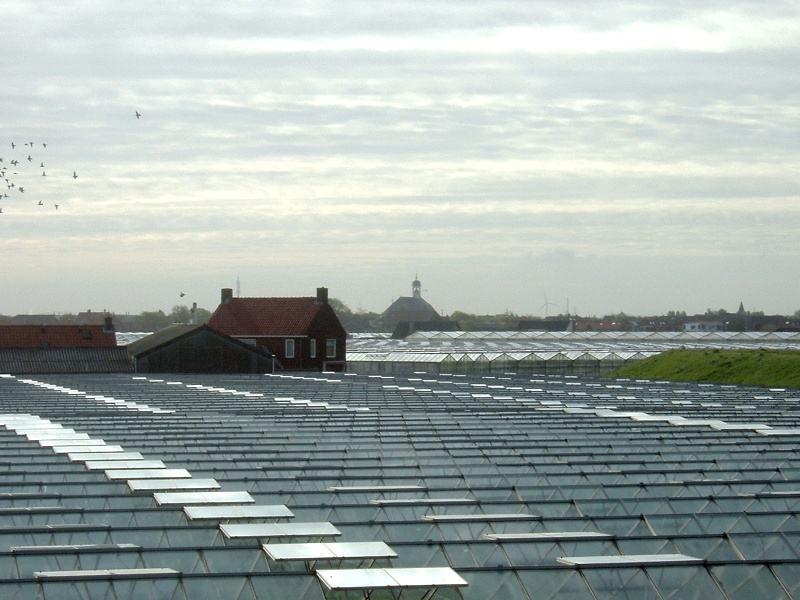
베스틀란트

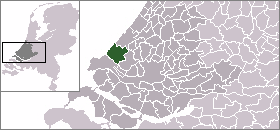
베스틀란트의 위치

베스틀란트(네덜란드어: Westland)는 네덜란드 자위트홀란트주의 도시로 면적은 90.58km2, 높이는 1m, 인구는 103,716명(2014년 5월 기준), 인구 밀도는 1,304명/km2이다.

시기
시 문장